# Кена, Джэкоб Мхафиси
Джэкоб Мхафиси Кена (англ. Jacob Mokhafisi Kena; 1925 или 1926 — 25 сентября 2016) — политический деятель Лесото, один из руководителей Коммунистической партии Лесото.

## Биография
Родился в крестьянской семье. Окончил сельскохозяйственный колледж. Работал на золотых приисках в ЮАС. В 1943—1944 годах служил в британской армии на Ближнем Востоке. В 1951—1962 годах работал в сельскохозяйственном департаменте. Состоял в прогрессивной партии Африканский конгресс Басутоленда со времени её основания в 1952 году, но вскоре стал коммунистом. В 1962 году участвовал в подготовке и работе учредительного съезда КП Лесото. С октября 1962 года член ЦК КП Лесото, а в октябре 1964 — марте 1967 годов — член Политбюро и секретарь ЦК КП Лесото, в марте 1967 года — генеральный секретарь ЦК КП Лесото. После запрещения КП Лесото, в феврале 1970 года был арестован, пробыв в заключении до 1972 года, и до 1974 года — под надзором полиции. Принимал активное участие в профсоюзном движении.